# The Grease Band
The Grease Band fue un grupo de rock británico que originalmente formó como grupo de apoyo del cantante Joe Cocker. Aparecieron con Cocker durante la década de 1960 y se hicieron notables en 1968, cuando grabaron una versión reestructurada de «With a Little Help from My Friends» de The Beatles, que alcanzó el número uno en la lista UK Singles Chart en 1968 y fue utilizada como tema principal de la serie de televisión The Wonder Years.
También incluye su actuación en el Festival de Woodstock en agosto de 1969. Después de Woodstock, Cocker publicó su segundo disco, Joe Cocker!. Impresionados por la versión de «With a Little Help from My Friends», Paul McCartney y George Harrison, permitieron a Cocker que versionara las canciones «She Came In Through the Bathroom Window» y «Something», otras dos canciones de The Beatles. Grabado durante un descanso de su gira, Joe Cocker! llegó al puesto once en la lista Billboard 200 y otorgó al músico su segundo éxito en su país natal con el sencillo «Delta Lady».
Después de su etapa con The Grease Band; Cocker grabaría el álbum en directo Mad Dogs and Englishmen en 1970. Los integrantes restantes de The Grease Band, lanzaron dos álbumes de estudio sin Cocker en la década de 1970.
Su teclista Chris Stainton era también otro hombre nacido Sheffield y conocido por sus amigos como Robin; que se fue de gira extensivamente con Eric Clapton. El bajista Alan Spenner y guitarrista Neil Hubbard, integraron la banda de soul Kokomo; después de esto, Spenner trabajó como músico de apoyo a finales de 1970 y principios de 1980 en la encarnación de la banda experimental Roxy Music.
El baterista Bruce Rowland se unió a Fairport Convention. Henry McCullough era el guitarrista principal de la Grease Band, un papel que más tarde ocupó en las alas de Paul McCartney y continúa hoy como artista en solitario. Rowland, Spenner, Hubbard y McCullough participaron en la grabación original de la opera de rock Jesus Christ Superstar de  Andrew Lloyd Webber y Tim Rice en 1970. 

## Discografía
- With a Little Help from My Friends (1968)
- Joe Cocker! (1969)
- The Grease Band[4] (Shelter Records/Harvest, 1971)
- Amazing Grease[5] (Goodear, 1975)